# Archontológia
Az archontológia történeti segédtudomány, mely a tisztségviselők hivatali jegyzékének összeállításával, életpályájuk
vizsgálatával foglalkozik. Csak fokozatosan vált el a kronológiától. Előtagja a görög arkho 'elöl állni, élen
járni' szóból ered, míg a logija gyűjtést jelent.
Az archontológia kapcsolódik a genealógiához, a hivataltörténethez, a történeti statisztikához, a szorosan vett társadalomtörténethez, a történeti szociológiához stb.

## Az archontológia fejlődése
A pápákról és az uralkodókról a középkorban is készítettek névjegyzékeket, de ezeket inkább kronológiáknak nevezték.
Az archontológia fogalmat Johann Philipp Abelinus, írói nevén Johannes Ludovicus Gotofredi, német történész és földrajzi
író vezette be Archontologia Cosmica (Frankfurt am Main, 1638, 1649) című művében. Korábban a méltóságviselők
ismertetését a kronológián belül tárgyalták. Ekkoriban készültek az első címtárak és titulatúrák,
naptárral kiegészítve vagy anélkül. Franciaországban már az 1620-as évektől jelentek meg tiszticímtárak, melyek
előzményeit már Schwartner Márton is a követjegyzékekben látta, amilyenek a 16. században Németországban is készültek.
Idővel a tisztségviselők jegyzéke kibővült az életrajzi adatokkal is és valódi archontológiává vált.
A tisztségviselők jegyzékének elkészítése a módszeres iratkezelés és az oknyomozó történetírás hatására lett önálló
diszciplína. A 19. században jelentős publikációs tevékenység bontakozott ki az archontológia területén. Nagy
egyházi archontológiát adott ki Franciaországban Boyer de Saint-Suzanne Le personnel administratif sous l'Ancien Régime (Párizs, 1868) címen és Németországban Pius Bonifacius Gams Series episcoporum Ecclesiae Catholicae (Regensburg, 1873-1886) címmel. A századfordulón jelent meg Payer von Thurn Rudolf Die Kaiserlichen und Königlichen Hofstellen 1749-1848 (Wien, 1902) című műve és folytatása Die Kaiserlichen Hofchergen und Chefs der deutsch-erbländischen Hofstellen 1657-1749 (Wien, 1906). Egész Bajorországra vonatkozóan jelent meg Gerog Frechl mindmáig páratlan átfogó műve a Bayerische Behörden und Beamte 1550-1804 (München, I-II. 1908-1911.). Közli a hivatalviselők életrajzát és genealógiai kapcsolatait is. Az újabb korban jelent meg Michel Antoine műve a Le gouvernement et l'administration sous Louis XV. Dictionnaire biographique (Paris, 1978).
A vállalatok archontológiájának feldolgozásánál nélkülözhetetlenek a Compassok. A Compass, Kalender und Jahrbuch für Handel Industrie und Verkehr címmel, Gustav Leonhardt szerkesztésében jelent meg Bécsben, 1869-től hézagosan, majd évenként. A
Monarchia felbomlása után a Compass név megmaradt, de az egyes utódállamok szerint hozta a gazdasági adatokat.

## Az archontológia vizsgálati módszere
Ember Győző az 1930-as években két fő pontban jelölte meg az archontológiai kutatás célját: 1. Kik voltak a tisztviselők?
2. Mik voltak a tisztviselők? Az első feladata az adatgyűjtés, a másodiké az adatok rendszerezése és kiértékelése különféle
statisztikai stb. módszerekkel.
Azzal kapcsolatban, hogy kik voltak a tisztviselők, elsőként a személyek nevét és hivatali működésük
évkörét kell pontosan meghatározni levéltári kutatásokkal, kronológiai
sorrendben. Az archontológiai ismertetés váza a funkció, a név és az évkör megadása. Ezt követi a többi (pl.
életrajzi) adat ismertetése. Az ismertetés típusa különféle lehet: 1. funkciók szerinti névjegyzékek, a személyek működési
évkörével, évkör szerinti (kronológiai) sorrendben; 2. funkciók szerinti névjegyzékek, a személyek működési évkörével, évkör
szerinti sorrendben, az előlépési, illetve életrajzi adatokkal kiegészítve; 3. funkciók szerinti névjegyzékek, a személyek
működési évkörével, részletes narratív életrajzokkal és a működés tüzetes értékelésével; 4. bizonyos funkciókat betöltő
személyek más rendszerezésű (pl. alfabetikus, territoriális stb.) életrajzi és működési gyűjteményei egy meghatározott évkörön
belül; 5. évenként ismétlődő funkció-táblázatok, a változások feltüntetésével a funkciót betöltő személyek sorában.
Azzal kapcsolatban, hogy mik voltak a tisztviselők, vizsgálandó: 1. az etnikai származás, territoriális eredet; 2. a vallási
hovatartozás, világnézeti magatartás; 3. a társadalmi helyzet, rendi állás; 4. a vagyoni körülmények, birtokviszonyok; 5.
a képzettség, iskolázottság; 6. a családi állapot, házassági kapcsolatok; 7. az életkor, élettartam; 8. működési hatásfok,
karrier; 9. hivatásbeli eredmény, jelentőség; 10. esetleges más irányú alkotói tevékenység (pl. irodalmi).
Ha lehetséges, meg kell adni az állásbetöltés módját, mely lehet helyettesítés (substitutio), kinevezés (resolutio) és
megbízás (commissio). Valószínűsítés esetén az évszám után kérdőjelet kell írni. Az archontológia-készítés számára
hasznosítható levéltári források a hivatali személyzeti iratok (gremiáliák), tanácsülési jegyzőkönyvek, a beadványok
(kérelmek) sorozatai, személyzeti és minősítési lajstromok, fizetési kimutatások, számadások, pénztárkönyvek; a különböző
egyházi és világi (állami, törvényhatósági) összeírások, anyakönyvi adatok, családi levéltárak,
hiteleshelyek iratai, egyes kéziratok, a misszilis levélanyag. A 18. század derekától rendelkezésre állnak
a nyomtatott tiszticímtárak is.
Az archontológiakészítésnek a többi tudományos munkához hasonlóan három fázisa van: 1. előtanulmány, 2. anyaggyűjtés, 3.
szerkesztés. Az előtanulmány részeként az első feladat az archontológia tárgyát képező szervezet (hivatal,
intézmény, üzem) működésének történeti
jellegű tanulmányozása a nyomtatott kiadványok és a levéltári anyag alapján. El kell dönteni, hogy milyen szintig történjen
a vizsgálat (vezetői, döntéshozói és intézkedői, teljes személyzeti archontológia). Az anyaggyűjtésnél törekedni kell a
lehető legnagyobb teljességre, összhangban a vizsgálat céljával. A kijegyzetelés határát a személyek száma, a fluktuáció
sebessége, a szervezetben betöltött szerep, a vizsgált időtartam, a források teljessége jelöli ki. Az anyaggyűjtésnél ügyelni
kell arra, hogy az csak a fordulópontok megvilágítását szolgálja. Az archontológia-készítés célja nem szervezetek, hanem
személyek történetének feltárása bizonyos funkciókban. A szervezetek története ugyanis a hivatal-, illetve üzemtörténet
része. Ezért az adatgyűjtésben a személyi adatoké az elsőség. Célszerű minden egyes személyre vonatkozó adatot külön cédulára
kiírni, forrásmegjelöléssel, ami külön rövidítési nómenklatúra készítését is megkívánja. A szerkesztésnél az adatokat
tanácsos előbb rangfokozat szerint csoportosítani, egybevetni, majd ezek alapján elkészíteni a rangosztályok táblázatait.
Ezután a személyi adatokat újra egyesíteni kell, ami kirajzolja az egyes személyek pályaképét és a feldolgozás végén mutatóul
is szolgálhat. Az adatrendezés két szempontja tehát a személynév és az időrend. Az archontológia kiegészítője a létszámtáblázat.
Ez készíthető egyes források (pl. személyzeti összeírások) vagy utólagos összegzés alapján. Az utóbbi által kimutatható egy
üzem, hivatal, intézmény személyzetének alakulása egy szabályos időtartamon belül (10, 20, 50 stb. éves periódusban) vagy
adott szempont szerint (származás, vallás, nemzetiség, társadalmi megoszlás, lakhely, városnegyed, iskolai végzettség,
életkor, nem stb.).
Az archontológia-készítés egyik legfontosabb kérdése a nevek írásmódjának meghatározása. Ezek a múltban,
a 19. század végéig, egy család sőt egy személy esetében is gyakran változtak. Ez egyaránt érvényes a személy saját maga és
az ő nevének mások általi leírására is. Ezért az archontológiában megállapított névformák írásánál következetesen kell
eljárni, az esetleges eltéréseket jelezni kell. A nevek írásánál háromféle eljárás lehetséges: 1. a forrás szerinti szöveghű
közlés, 2. a mai névalak szerint rekonstruált írásmód, 3. plurális forma (egyaránt közöljük a szöveghű nevet, az esetleges
szövegbeli variánsokat és a modern alakot). A legjobb az utóbbi, de egyben a leghelyigényesebb. A családneveknél meg kell
tartani az archaikus írásmódot. Nemei családoknál
mérvadó a Liber Regiusban szereplő névforma. A nemesi és nem-nemesi partikulák (de, von stb.; holland-flamand
van, de, skót mc, mac stb.) akkor tüntetendők fel, ha a névhez szervesen hozzátartoznak, akárcsak a főnemesi (hg., gr., br.;
prin., com, br.) és a képzettségi (dr. utr. jur., dr. med., dr. phil., ing., kand., tud. dr.) címek. A nem-római betűs
nevek átírásánál a könyvtárak által elfogadott átírási szabályokat kell alkalmazni.

## A magyar archontológia fejlődése
A magyar archontológia nagy hagyományokkal rendelkezik. A Szepesi Kamara 1602-től vezette saját személyzeti történetét a
katolikus plébániák Historia Domusainak mintájára. Az első országgyűlési titulatúra 1608-ból maradt fenn. Horvátországban
Paulus Ritter 1710-ben készítette el Chronologia banorum című kéziratos művét, mely nemcsak a tisztségviselők
kronológiáját tartalmazza, hanem életrajzi, működési és heraldikai leírással is kiegészül, amely így valódi
archontológiának tekinthető. Bél Mátyás a Notitia-ban nemcsak a vármegyék főispánjainak nevét közli, de működésük
jellemzőit is. A naptárak mellékleteként ebben az időben, az 1730-as évektől kerülnek kiadásra az évenkénti hivatalos
tiszticímtárak. Wagner Károly 1782-es kéziratos művében elkészítette Magyarország főispánjainak jegyzékét. Jezsuita
rendtársa, Nicolaus Schmitth (1707-1767) hozzá hasonlóan 1739-től az archontológiai jellegű művek sorát adta ki a
nádorokról, török szultánokról és az esztergomi érsekekről.
Grossing József (1751–1830) kísérletet tett az első enciklopédikus archontológiai összefoglalásra.
Tabulae Chronologicae… Regni Hungariae… ab Anno Christi nato millessimo usque ad nostra… tempora (Pozsony, 1806)
című műve a magyar királyok, esztergomi érsekek, nádorok, országbírók, horvát bánok, 
erdélyi vajdák és fejedelmek, macsói és szörényi bánok, tárnok-,
ajtónálló- és főlovászmesterek, temesi és pozsonyi grófok, és a királyi kancellárok kronológiai
adatait tartalmazta. A rovatokban helyet hagyott az utólagos bejegyzések számára is. A levéltári munka segédletéül és
talán Grossing hatására készítette el az 1810-es években Lendvay Márton Ignác (1739–1814), kamarai levéltárnok, majd
igazgató Libri Dignitariorum című kéziratos művét (OL E683). A világi méltóságokat az 1. kötet tartalmazza, Dignitates
sæculares címmel, az egyházi méltóságok a 2–4. kötetben találhatók, Dignitates ecclesiasticae címmel; az 5. kötet, a
Catalogus comitum comitatuum 23 vármegye főispánját közli. Csergheő Ferenc (1775–1855), dunántúli ítélőtáblai
ülnök a tábla fennállásának százéves évfordulójára Historia Tabulae Judiciariae Districtualis Trans-Danubian…e (Sopron,
1824) című művének függelékében adta ki a tábla bíráinak és alsóbb hivatalnokainak jegyzékét, mely az első olyan archontológiai
összeállítás, mely egy hatósági szerv teljes személyzetére kiterjed, a legkisebb ideiglenes hivatalnokokig.
Kéziratban maradtak Waltherr László Imre (1788–1865), a gróf Károlyi család levéltárnokának középkori egyházi és világi
tisztségviselőkre vonatkozó gyűjtései, akárcsak Nagy Imre (1822–1894), kúriai bíró, jogtörténész Archontologia Status
Historicus Dominorum Praelatorum et Magnum… Regni Hungariae című adatgyűjtése az 1860-as évekből. Jelentős archontológiai
tevékenységet fejtett ki Nagy Iván és Rómer Flóris. A 19. század közepének fontos oklevélkiadásai fellendítették az
archontológiai kutatást is. A Századok című folyóirat a kezdetektől fogva közölt archontológiai írásokat, Pesty Frigyes
és mások tollából. A századfordulón jelent meg Somogyi Zsigmond Magyarország főispánjainak albuma (Szombathely, 1889), új
kiadása: Magyarország főispánjainak története 1000–1903 (Budapest, 1903). Az első világháború előtt jelent meg Kollányi Ferenc Esztergomi kanonokok 1100–1900 (Esztergom, 1900), valamint Choboth Ferenc és Csáky Károly Emánuel A váci
egyházmegye történeti névtára (Vác, I–II. 1915–1917) című műve, mely utóbbi történeti, földrajzi és plébániatörténeti
lexikon is.
Az első világháború után sokáig nem készültek önálló archontológiai művek. Az archontológia iránt az 1940-es években nőtt
meg ismét az érdeklődés, a genealógiával összefüggésben, majd az 1950-es években azzal együtt az
archontológia is feledésbe merült. Újjászületése Paulinyi Oszkár és Fallenbühl Zoltán munkássága nyomán 1967-től
számítható. 1971-ben a Magyar Országos Levéltár Forrástudományi Kabinetje vette tervbe a dualizmus és a Horthy-korszak
idejére eső központi kormányzat archontológiájának elkészítését. A munkát az ELTE Történelem Segédtudománya Tanszéke
folytatja. Újabb keletű az erdélyi archontológia, Trócsányi Zsolt tollából, Erdély központi kormányzata 1540–1690
(Budapest, 1980) címmel.

## Magyar nyelvű archontológiai kézikönyvek

### Egyetemes történeti archontológiák
- - Csiffáry Tamás: Európai uralkodók könyve, Könyvmíves Könyvkiadó, 2008, ISBN ISBN 9789639898066, 400 p
  - (szerk.) Katona Sándorné: A kezdetektől napjainkig  –  Képes történelmi kronológia – Az emberiség családfája a világ nagy birodalmainak térképeivel, Novotrade Kiadó, Budapest, 1991, ISBN 963-585-142-1, 30 p
  - Klaus-Jürgen Matz: Ki mikor uralkodott, kormányzott?: Uralkodói táblák a világtörténelemhez : császárok, királyok, államfők, miniszterelnökök és pártvezérek. Ford. Hulley Orsolya. Átdolgozott, felújított kiadás. Budapest: Magyar Könyvklub. 2003.  ISBN 963 547 849 6 
  - John E. Morby: A világ királyai és királynői: Az idők kezdetétől napjainkig [ford.: Hideg János] (eredeti kiadás: J. E. Morby: Dynasties of the World. A Chronological and Genealogical Handbook, Oxford University Press, 1989.). Debrecen: Mæcenas. 1991.  ISBN 963 7425 48 9 
  - Torbágyi Novák József Lajos: Uralkodók és főemberek – Történelmi segédkönyv, "Centrum" Kiadóvállalat Részvénytársaság , Budapest, 1928, 416 p

### Magyar történeti archontológiák
- - Somogyi Zsigmond: Magyarország főispánjainak története: 1000–1902. Ifj. Kellner Ernő Kiadása, Budapest, 1902.
  - Fallenbüchl, Zoltán. Magyarország főméltóságai. Maecenas Kiadó (1988). ISBN 963-02-5536-7
  - Fallenbüchl, Zoltán. Magyarország főispánjai 1526–1848. Argumentum Kiadó (1994). ISBN 963-7719-81-4
  - Bölöny József – Hubai László: Magyarország kormányai 1848–2004 (5. javított kiadás), Akadémiai Kiadó, Budapest, 2004, ISBN 963-05-8106-X
  - Romániai katolikus, erdélyi protestáns és izraelita vallási archontológia, Verbum, 2010, ISBN 9786068059259, 160 p